# Цзен Пу
Цзен Пу (*曾樸, 1872 —1935) — китайський письменник, поет, перекладач, журналіст часів падіння династії Цін та початку Китайської республіки.

## Життєпис
Походив з родини заможних землевласників. Народився у м. Чаншу (провінція Цзянсу). Здобув класичну освіту. Після невдалого складання у 1892 році імператорського іспиту зайнявся журналістикою. У 1894 році почав вивчати французьку мову. У 1897 році перебирається до Шанхаю. тут долучається до реформістів, співпрацює з управлінням з питань промисловості. У 1903 році спробував займатися торгівлею шовком, проте невдало. У 1904 році засновує власний журнал «Світ жінок». У 1907 році стає фундатором літературного журналу «Сяошо лінь» («Ліс прози»). Стає членом республіканської партії, яка вимагала проведення конституційної реформи.
Під час Сінхайської революції підтримав повалення династії Цін. У 1912 році його було обрано членом парламенту провінції Цзянсу. Продовжував свою реформістську діяльність. вьім у зв'язку з діяльністю Гоміньдана у 1926 році пішов з політики. З цього моменту займався виключно літературною діяльністю. Помер у 1935 році.

## Творчість
Був автором роману «Нехайхуа» — «Квіти в морі зла», який займає особливо місце у китайській літературі. Автор зображує сучасні звичаї, викриває пороки «хворого суспільства» і шукає шляхи удосконалення суспільства. Сюжет роману простий. У центрі оповідання — історія життя впливового чиновника-дипломата Цзінь Веньціна та його наложниці Фу Цайюнь, їх подорож по країнах Західної Європи. Письменник показав привілейовані верстви суспільства, зробивши наголос на зображенні життя мінши — відомих людей, чий соціальний статус близький чиновництву і вченому стану. Першим з китайських романістів зобразив не лише Китай, але й Росію, Німеччину, Корею, В'єтнам. В останніх розділах він розповів про діяльність прихильників Сунь Ятсена, а також зарубіжних революціонерів.
У 1919—1920 роках працював над «Нарисом історії французької літератури». У 1929 році видав. 1-у частину незакінченого роману «Хлопчик Лу» («Лу Наньцзи») під назвою «Любов» («Лянь»), що містить автобіографічні мотиви.
Захопився перекладацтвом. Найбільш вдалими є переклади творів Віктора Гюго (роман «Жіль Блаз»), Еміля Золя, Гюстава Флобера. Друкував свої переклади в журналі «Сяошо юебао» («Місячник прози»).